# Mega Man Star Force 2
Mega Man Star Force 2 (en japonés Shooting Star Rockman 2 (流星のロックマン2 Ryūsei no Rockman Tsū?)) es un videojuego de Mega Man para Nintendo DS, desarrollado por Capcom y dividido en 2 tarjetas, cada una con 2 de 3 transformaciones distintas. 
Usando un estilo similar a Mega Man Battle Network 5: Double Team DS, cada tarjeta contiene 2 versiones, disponibles como Zerker × Saurian (ベルセルク×ダイナソー Berserk × Dinosaur?) y Zerker × Ninja (ベルセルク×シノビ Berserk × Shinobi?).

## Cambios
- La pantalla superior ahora solo se muestra el cielo en vez de estados, pero se puede alternarlo presionando SELECT.
- Deja de usar el LV del juego, debido al sistema Brother Band mejorado. Ahora, las bandas cuentan con sus "Link Power", que aumentan durante el progreso. MAX: 100 por NPC y 150 por usuario.
- Solo tiene 2 datos: el primero contiene Zerker, mientras que el 2.º tiene a Saurian o Ninja, dependiendo de la tarjeta DS que tenga.
- El Nº de cartas se reduce a 4.
- Es posible obtener cartas con estrella solo eliminando a enemigos grandes. Este tipo de cartas están fuera del límite de las 3 copias pero solo se puede insertar una copia de carta con estrella a la vez. MAX: 3 por carpeta.
- Vuelve el sistema de premiación por cofre en el campo enemigo, originalmente de Battle Network, ausente en el primer juego de Star Force. En vez de la cápsula de datos, es un personaje que tienes que rescatar de ataques enemigos. Si elimina a los enemigos sin matar al personaje, obtienes habilidades de Link Power, además del dinero, cartas y aumento de HP.

## Sistema de juego
Al igual que el 1.er Mega Man Star Force, mezcla el RPG con unas batallas estilo Brother Action RPG. Similares a las de MegaMan Battle Network, los combates son en 3D frontal y con rejillas de 5x3. Los métodos de lucha son similares también, disparando con el típico buster y usando BattleCards, cartas que otorgan ataques más potentes (espadas, bombas, etc.). Además, al igual que el 1.er Star Force, puede bloquear ataques.
Inicialmente, tiene 100 HP, que baja con los daños, pero se puede obtener HP Memories para aumentar su HP máximo en 10 y en 20. Termina el juego si el HP cae a CERO, lo cual el jugador tiene que empezar de nuevo desde el último punto que se guardó.
El SLOT 2 de la DS (no de la DSi, debido a la ausencia de este) permite insertar cualquier juego de Battle Network (incluyendo Rockman EXE 4.5 y Battle Chip Challenge), causando Easter Eggs, como el Mega Buster para Omega-Xis y otros objetos personajes o eventos hace 200 años atrás.

### Transformaciones de Tribu
Cada transformación cambia el Charge Shot a un ataque de su elemento, dependiendo de la versión doble del juego. El de Saurian es un lanzallamas, el de Zerker es una espada que electrucuta a los enemigos; y por último el de Ninja es un disparo de 3 shurikens. Si es atacado y tiene debilidad, volverá a ser Mega Man y pierdes la transformación y sus cartas. Estas transformaciones requieren de un artefacto especial (llamado OOPArt o Artefacto FDL). Debido a que las cartas OOPArt son exclusivas de Japón, esa función fue retirada de las otras regiones, remplazándola por habilidad de Link Power. Cartas provenientes de Brother Bands siguen usándose.
También hay otro elemento que difiere entre versiones, que es el Star Force Bang (SFB abreviado), que es exclusivo de cada transformación. Los SFB son ataques potentes que se pueden usar alcanzando unos requisitos este es el ejecutar un "Contraataque" o "Counter" al darle al enemigo. De forma similar a los Charge Shots, cada SFB será del elemento de la transformación. Zerker ejecuta un combo de 2 golpes con un tercero que genera truenos; Ninja se multiplica y bombardea en campo con Shurikens y Saurian lanza un gran lanzallamas. Con la Tribu Doble y Tribu Rey; los ataques varían; conbinando Ninja y Zerker se ejecuta el ataque del Zerker con al final un Ciclón Elemental; Saurian y Zerker lanzan un lanzallamas eléctrico y Ninja y Saurian lanzan un bombardeo de Shurikens igneos y de madera. La Tribu Rey tiene su propio SFB en el que forma un triángulo que suelta una ráfaga elemental y su transformación solo dura 3 turnos.

### Brother Band y Renegado
Se ha actualizado la bandahermano del primer juego, permitiendo 7 jugadores en modo ad hoc o WFC conectarse y aumentar su Link Power o 6 fragmentos antiguos para activar otra transformación llamado Rouge (o Renegado) si el jugador no tiene usuarios conectados al bandahermano. 
Al transformarse en renegado, no hay debilidad, aumenta el ataque a 50 a las cartas espada y no puede usar o ser afectado por Mega Cartas (Todavía se puede usar Giga Cartas), pero no se puede usar habilidades de más de 400 Link Power.
Durante el desarrollo de apenas 30% del juego, se ha confirmado que el nuevo personaje, Solo, será rival de Mega Man y tiene transformación propia basándose en fragmentos antiguos llamado Renegado, lo cual hubo retrasos en el lanzamiento inicial del juego.

## Recepción
Megaman Star Force, en sus dos versiones, recibió reseñas generalmente mixtas y promedio de parte de los críticos especializados, por lo general inferiores a las de su juego predecesor.
En ventas también obtuvieron buenos resultados, vendiendo  291,962 unidades en Japón.